# Димитър Айранов
Димитър Василев Айранов е български офицер, генерал-майор от инженерните войски, спортист и спортен деец.

## Биография
Димитър Айранов е роден на 6 септември 1893 в Стара Загора. Завършва Военното на Негово Величество училище и на 22 ноември 1912 г. е произведен в чин подпоручик и взема участие в Балканската (1912 – 1913) и Междусъюзническата война (1913). След войните, на 2 август 1915 г. е произведен в чин поручик. Взема участие в Първата световна война (1915 – 1918), като на 18 септември 1917 г. е произведен в чин капитан. След войната, от 6 май 1924 г. е майор и от 6 май 1928 г. е подполковник. От 1929 г. подполковник Айранов служи в свитата на царя, от 1932 е командир на Автомобилната дружина, след което командва 2-ри инженерен полк и през 1935 г. поема командването на 1-ви инженерен полк, като на 6 май е произведен в чин полковник. По-късно същата година е назначен за началник на отдел от Инженерната инспекция.
През 1938 г. полковник Айранов е назначен за командир на 4-та пехотна преславска дивизия в Шумен, като на 3 октомври 1940 г. е произведен в чин генерал-майор. През 1941 г. поема командването на Военновъздушните на Негово Величество войски, на която длъжност е до 13 септември 1944 г., когато е уволнен от служба.
Председател на Атлетик-Слава `23 (АС 23) в периодите от 1935 до 1937 и от 1942 до 1944.
След 9 септември 1944 е осъден от „Народния съд“ на 15 години затвор, с обвинението за провалената защита от бомбардировките над София. Излежава част от този срок, след което наказанието е намалено. Изпратен е в Трудововъзпитателно общежитие. През 1953 г. докато е в ТВО е предложено семейството му да бъде изселено от София.

## Военни звания
- Подпоручик (22 ноември 1912)
- Поручик (2 август 1915)
- Капитан (18 септември 1917)
- Майор (6 май 1924)
- Подполковник (6 май 1928)
- Полковник (6 май 1935)
- Генерал-майор (3 октомври 1940)